# Taco Mesdag
Taco Mesdag (Groningen, 21 september 1829 – Den Haag, 4 augustus 1902) was een Nederlands bankier en kunstschilder.

## Leven en werk
Mesdag, zoon van de Groninger bankier Klaas Mesdag en Johanna Willemina van Giffen, werkte evenals zijn jongere broer Hendrik Willem Mesdag in het bankiersbedrijf van zijn familie. Evenals Hendrik koos ook Taco uiteindelijk voor het schildersvak als beroep. Hij kreeg les van onder anderen Paul Gabriël. Mesdag is vooral bekend geworden als de schilder van het Drentse landschap.
De broers Mesdag speelden een belangrijke rol in het Haagse schilderkunstig genootschap Pulchri Studio, waarvan Hendrik jarenlang voorzitter en Taco penningmeester was.
Mesdag trouwde met de uit Hoogezand afkomstige schilderes Geesje van Calcar. Veel van zijn werk is door zijn weduwe geschonken aan het Groninger Museum. Op internet is een speciaal Museum Mesdagvancalcar ingericht met afbeeldingen van werk van Mesdag en Van Calcar en andere kunstenaars van de Haagse School.

## Galerij

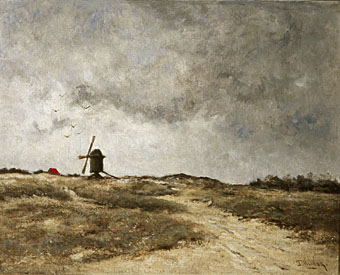
Molentje bij Leende
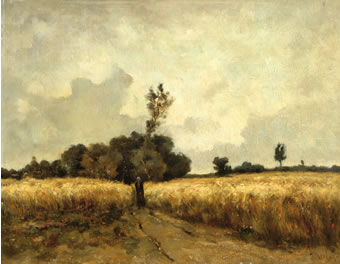
Korenvelden in Drenthe
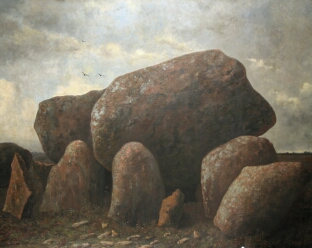
Hunebedden bij Taarlo door Taco Mesdag